# セビア郡 (テネシー州)
セビア郡（英: Sevier County、発音: [ səˈvɪə(ɹ) ] "severe"）は、アメリカ合衆国テネシー州の東部に位置する郡である。人口は9万8380人（2020年） 。郡庁所在地はセビアビルであり、同郡で人口最大の都市である。
セビア郡はセビアビル都市圏に属し、さらにノックスビル・セビアビル・ラフォレット広域都市圏に含まれている。

## 歴史
18世紀半ばに現在のセビア郡となった領域に白人開拓者が入ってくる以前、2万年前から遊牧型または半遊牧型先住民族が住んでいた。16世紀半ば、スペイン人エルナンド・デ・ソト（1540年）とフアン・パルド（1567年）が率いた遠征隊が現在のセビア郡地域を通過し、現在ではダグラス・ダムの上流の水没した島にあった集落を中心として、小さなマスコギー族インディアンの部族チアハ族が領有していると報告していた。17世紀後半までに、先にスペイン人が訪れたときは山岳部に住んでいたチェロキー族が、この地域を支配する部族になっていた。彼等はこの地域を主に狩猟場として使っていたが、チェロキー族のチカマウガ支族がその領域に入ってきた白人開拓者と激しく戦い、幾つか和平条約が結ばれてはいたが、しばしば開拓地を襲撃した。その後は和平の時期と敵対的な時期が繰り返されたが、「涙の道」によってアメリカ合衆国政府から強制的に移住させられた。
今日あるセビア郡は1794年9月18日に、隣接するジェファーソン郡から分離して形成され、これまでその時の領域が変わっていない。郡名は失敗したフランクリン国とテネシー州の初代知事を務めたジョン・セビアに因んで名付けられた。セビアはこの地域の初期開拓時代に重要な役割を演じていた。1795年の郡設立以来、郡庁所在地はセビアビルに置かれている。セビアビルもジョン・セビアに因む命名であり、テネシー州では8番目に古い都市である。
1930年代の後半以前、セビア郡の人口、経済、社会は主に自足自給農業に負っており、南部の田園地帯とくらべてほとんど重要性が無かった。しかし、1930年代初期にグレート・スモーキー山脈国立公園（領域では郡内にその30%が入っている）が設立されると、郡の運命が大きく変わった。今日では観光が郡の経済を支えている。

## 郡政府
セビア郡政府の首長は郡長であり、郡全体の選挙で選ばれている。郡内に分散する小さな町の多くをカバーする選挙区から25人の郡政委員が選ばれ、郡政を担当している。

## 政治
セビア郡は大統領選挙で強く共和党を推す傾向にある。1916年、共和党候補のチャールズ・ヒューズに与えた投票率は国内の郡で最高だった。1932年のハーバート・フーヴァーは77.01%の支持を得、1936年のアルフ・ランドンは77.73%だった。1992年以降は共和党候補が必ず55%以上を得ており、2008年の場合もジョン・マケインが73.4%の支持を得た。

## 経済

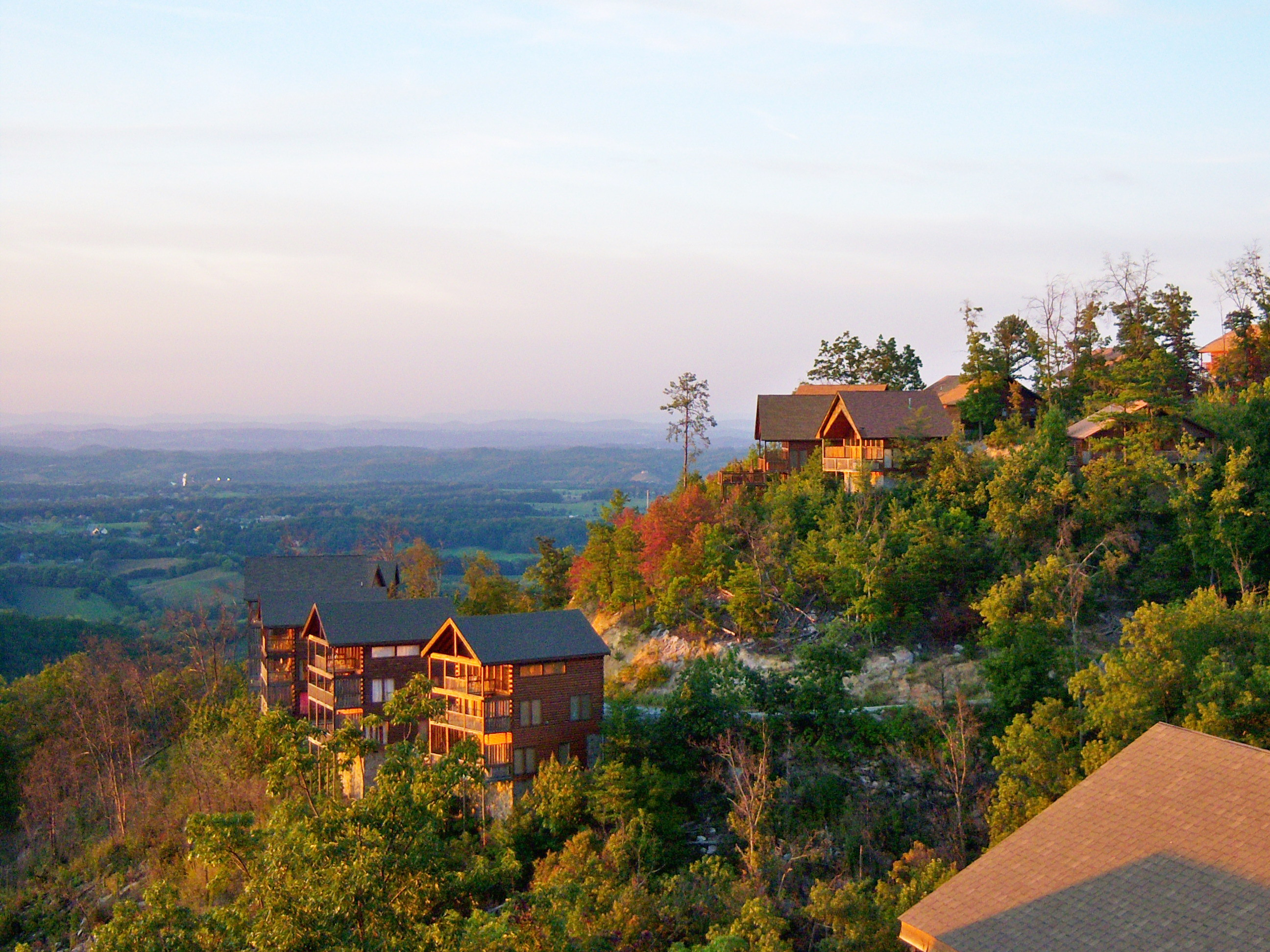
グレート・スモーキー山脈国立公園で人気のある貸し別荘

セビア郡はその始まりから伝統的な自給自足農業社会だったが、郡内の南部の多くを占めるグレート・スモーキー山脈国立公園が設立されて以来、大きな観光地に成長してきた。しかし、この公園を設立した大きな理由の1つは、郡初期の経済推進力である製材業だった。現在国立公園に指定されている領域では、1900年代初期に大量の木材が切り出されていた。1930年代には停滞産業になっていた製材業を国立公園指定で事実上止めさせ、国内有数の観光地開発が加速し、現在では国内でも観光客の多い公園に育っている。近年、観光の波は国立公園北西部に接するガトリンバーグ市を越えて広がり、ピジョンフォージやセビアビル市にまで及んでいる。
近年では貸別荘業が大きく成長している。

### 観光地
- グレート・スモーキー山脈国立公園、セビア郡南部、1936年設立、以来郡の観光業を推進してきた、年間1,000万人以上が訪れる最も観光客数が多い国立公園、観光客の大半はセビア郡を通って公園に入る[11]
- ドリーウッド、ピジョンフォージ市、セビアビルで生まれた歌手ドリー・パートンが部分所有するテーマ・パーク、年間220万人の入場者があり、州内ではグレートスモーキー山脈国立公園に次いで2番目に多い[12]
- リプリーの水族館オブ・ザ・スモーキーズ、ガトリンバーグ市、2000年開業、年間200万人以上が訪れ、2001年には国内で最も入場者の多い水族館になった[13]
- オーバー・ガトリンバーグ、ガトリンバーグ市の上にあるスキー場、スキー滑走場の他に屋内スケート場もある、「アメリカ最大のロープウェイ」が市から出ている[14]
- スモーキーマウンテン・オプリー、ピジョンフォージ市、2011年に始まったミュージカルショー、一年間の大半と、「クリスマス特別」公演がある

## 地理
アメリカ合衆国国勢調査局に拠れば、郡域全面積は598平方マイル (1,550 km2)であり、このうち陸地592平方マイル (1,530 km2)、水域は5平方マイル (13 km2)で水域率は0.91%である。

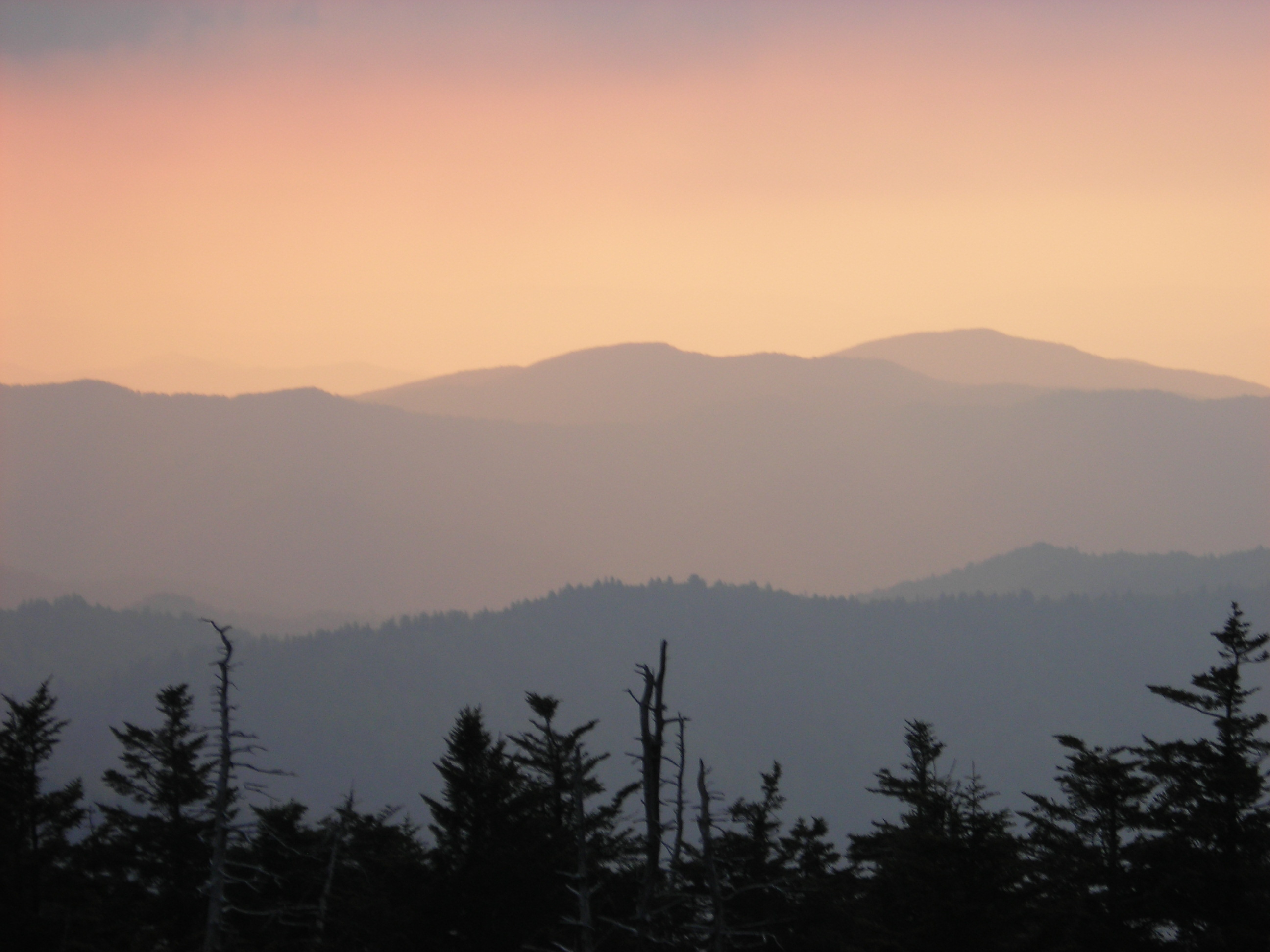
グレート・スモーキー山脈国立公園から眺めるセビア郡の山岳と夕焼け

セビア郡はテネシー州内では広い郡であり、その地形はアパラチア山脈の岩の多いところから、フレンチブロード川とダグラス湖のある流域平野まで変化している。郡内最高地点は標高6,643フィート (2,025 m) のクリングマンズ・ドーム（州内最高点でもある）、最低地点は標高850フィート (259 m) のフレンチブロード川であり、その落差5,793フィート (1,766 m) も州内最大である。

### 特徴的な地形

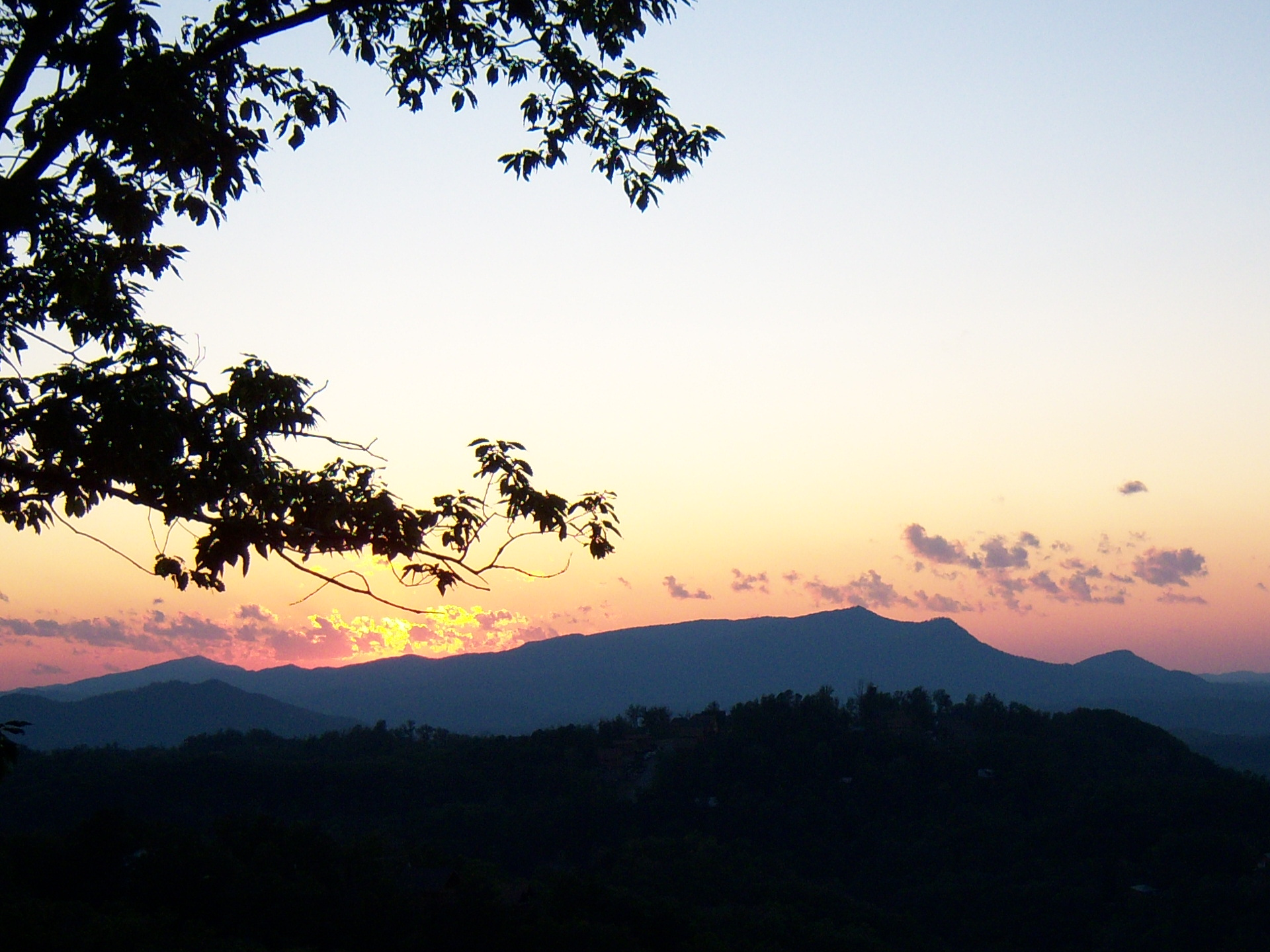
ブラフ山の夕日

- アパラチア山脈
- クリングマンズ・ドーム
- ダグラス湖
- フレンチブロード川
- グレート・スモーキー山脈
- リトルピジョン川
- マウント・ルコント

### 交通
近年セビア郡では観光業が大きく開発されており、また経済機会にも恵まれていることで、郡内の道路には問題が生じている。この問題を解決するために郡は既存道路の拡張など多くの計画が進められ、またピジョンフォージやガトリンバーグなどの都市も観光客向けのバス便を運行している。これによって「トロリー」と呼ばれる装飾されたバスで、観光客が町中の観光地を行き来できるようにしている。

#### 主要高規格道路
- 州間高速道路40号線

- アメリカ国道321号線
- アメリカ国道411号線
- アメリカ国道441号線

- テネシー州道35号線
- テネシー州道66号線
- テネシー州道71号線
- テネシー州道73号線
- テネシー州道139号線
- テネシー州道338号線
- テネシー州道339号線
- テネシー州道416号線

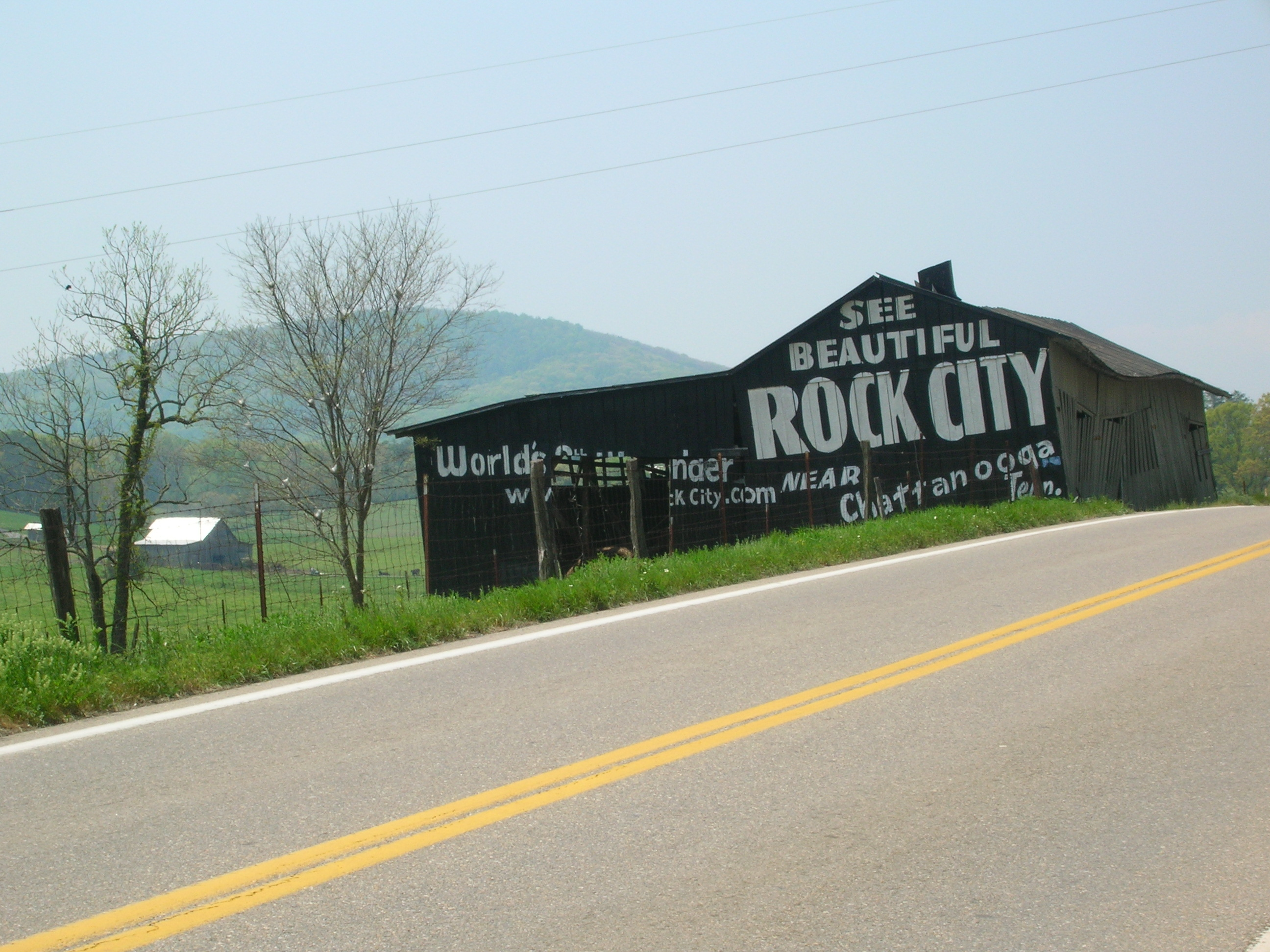
ロックシティバーン、郡北東部のアメリカ国道411号線近くにあり、セビアビル市からは10マイル (16 km) にある

これら多く高規格道路が互いに連絡され、州間高速道路40号線出口407からはセビアビル、ピジョンフォージやガトリンバーグ各市に行け、グレートスモーキー山脈国立公園入り口にはグレートスモーキー山脈パークウェイが通っている。アメリカ国道やテネシー州道と共に、ほとんど途切れずに観光地が3つの都市に起きてきている。フットヒルズ・パークウェイという支線によってのみ中断がある。

#### 空港
郡内の空港としてガトリンバーグ・ピジョンフォージ空港 (KGKT) がある。

### 隣接する郡
- ジェファーソン郡 - 北
- コック郡 - 東
- ヘイウッド郡 (ノースカロライナ州) - 南東
- スウェイン郡 (ノースカロライナ州) - 南
- ブラウント郡 - 西
- ノックス郡 - 北西

### 国立保護地域
- グレート・スモーキー山脈国立公園（部分）

## 人口動態

2000人口ピラミッド

以下は2010年国勢調査による人口統計データである。
| 基礎データ - 人口: 89,889人 - 世帯数: 37,583 世帯 - 人口密度: 46人/km2（120人/mi2） - 住居数: 37,252軒 - 住居密度: 24軒/km2（63軒/mi2） 人種別人口構成 - 白人: 97.27% - アフリカン・アメリカン: 0.56% - ネイティブ・アメリカン: 0.32% - アジア人: 0.55% - 太平洋諸島系: 0.02% - その他の人種: 0.42% - 混血: 0.85% - ヒスパニック・ラテン系: 1.24% 年齢別人口構成 - 18歳未満: 23.0% - 18-24歳: 8.3% - 25-44歳: 29.8% - 45-64歳: 26.3% - 65歳以上: 12.6% - 年齢の中央値: 38歳 - 性比（女性100人あたり男性の人口） - 総人口: 95.9 - 18歳以上: 92.2 | 世帯と家族（対世帯数） - 18歳未満の子供がいる: 30.7% - 結婚・同居している夫婦: 59.3% - 未婚・離婚・死別女性が世帯主: 10.1% - 非家族世帯: 26.8% - 単身世帯: 22.0% - 65歳以上の老人1人暮らし: 7.9% - 平均構成人数 - 世帯: 2.48人 - 家族: 2.88人 収入と家計 - 収入の中央値 - 世帯: 34,719米ドル - 家族: 40,474米ドル - 性別 - 男性: 27,139米ドル - 女性: 20,646米ドル - 人口1人あたり収入: 18,064米ドル - 貧困線以下 - 対人口: 10.7% - 対家族数: 8.2% - 18歳未満: 13.1% - 65歳以上: 10.0% |

## 公園
連邦政府が運営するグレートスモーキー山脈国立公園以外に、郡内には小さなコミュニティ公園が多くある。特にセビアビル市、ピジョンフォージ市、ガトリンバーグ市に多い。中でも重要な公園は下記の通りである
- ノースビュー・オプティミスト公園
- セビアビル市公園
- ピジョンフォージ市公園
- パトリオット公園、ピジョンフォージ市
- ホルト公園、ガトリンバーグ市
- ミルズ公園、ガトリンバーグ市
- マイナット公園、ガトリンバーグ市

## 都市と町
セビア郡は州内田園部の郡と同様、比較的少数の法人化された町と、多くの未編入の町で構成されている。ガトリンバーグ、ピジョンフォージ、ピットマンセンター、セビアビルの4市では、郡人口9万人足らずのうちの少数しかカバーしていない
- セビアビル - 郡庁所在地
- ガトリンバーグ
- ピジョンフォージ
- ピットマンセンター

### 未編入の町
| - アルダーブランチ - ビーチスプリングス - ボイズクリーク - カータータウン - カトレッツバーグ - ケイトン - チェロキーヒル - シーダーブラフ - コブリーノブ - コナーハイツ - キューシック - デュポン - デュポンスプリングス - イーストフォーク - グレイド - ハリスバーグ - ハッチャータウン - ヘンダーソンスプリングス - ヒッコリー | - ホーネット - ジョンズコーブ - ノブクリーク - コダック - ローレル - リトルコーブ - マクックビル - マクマハン - ミドルクリーク - ミリカングローブ - ニューセンター - ニューエラ - オールダム - パークセトルメント - パイングローブ - ピナクル | - プレザントヒル - リーガンタウン - リチャードソンコーブ - ロッキーコーブ - シートンスプリング - シームア - シャディグローブ - シャディシケット - スターキータウン - トランドルスクロスローズ - ユニオングローブ - ユニオンバレー - ウォルデンクリーク - ウォルナットグローブ - ウェアズバレー - ホワイツスクール - イエットランドパーク - ザイオングローブ |

## 教育
セビア郡の教育体系は32の公立学校と私立学校があり、幼児の就学前教育から中等教育まで展開している。高等教育機関も1校ある

### 高等教育機関
モリスタウンを本拠地にするウォルターズ州立コミュニティカレッジのサテライトキャンパスが郡内にある。

## 大衆文化の中で
- コーマック・マッカーシーの小説Child of Godでは、セビア郡が舞台になった[25]
- ジョニー・キャッシュのヒット曲A Boy Named Sueは、ガトリンバーグがスーとその父の決着の場になっている
- エンタテイナーのドリー・パートンはセビアビルで生まれ、その歌の多くがここでの経験を元にしている。有名な曲に"My Tennessee Mountain Home"がある